# Завичајна кућа Љубинке Савић Граси
Завичајна кућа Љубинке Савић Граси се налази у њеном родном селу Илино код Бољевца и свечано је отворена након њене смрти 1. децембра 1999. године.
Кућа потиче с краја 19. века и припадала је породици Савић до 1926. године када је продата тадашњој Општини Илинској. Поред седишта општине, у њој је након Другог светског рата једно време била сеоска продавница и кафана. Реконструисана је у потпуности и претворена у Завичајну кућу вајарке Љубинке Савић Граси, септембра 2009. године. Кућа је опремљена у традиционалном стилу предметима домаће радиности житеља Илина.
У соби Љубинке Савић Граси урађена је поставка о животу и стваралаштву ове уметнице, која је живела и стварала у Београду, али је до краја живота остала привржена свом завичају. Најчешће је радила у гипсу, теракоти и бронзи. Излагала је на бројним изложбама у земљи и инострантству. Дела Љубинке Савић Граси чувају се у нашим највећим музејима, културним и просветним установама и приватним збиркама, а од септембра 2009. године нека од њих су изложена у њеном родном Илину.
У близини куће налази се Вилино врело, врело здраве и пијаће воде, Етно центар „Илино”, Ресторан „Заборави Ако Можеш”, Етно конаци „Ртањски Двори”, Етно комплекс „Вилино” и „Ономад”.